# Skyboy (album)
Skyboy is het tweede album van de Nederlandse zanger Duncan Laurence dat uitkwam op 22 september 2023.

## Achtergrond
Het album zou aanvankelijk uitkomen op 26 mei 2023. Laurence stelde de release van het album diezelfde dag uit omdat de afgelopen maanden naar eigen zeggen 'te veel' waren geweest en hij 'mentaal uitgeput' en 'zo verdrietig' is. Daarmee verwees hij mogelijk naar ophef rondom de begeleiding van Mia Nicolai en Dion Cooper voor het Eurovisiesongfestival of de kritiek van producer Wouter Hardy op o.a. Laurence over het afwikkelen van het succes van Arcade. Hij gaf wel aan dat het album klaar was, maar een nieuwe releasedatum gaf hij niet. Het uitstel kwam hem op kritiek te staan, omdat hij vlak daarna wel afreisde naar Spanje voor opnames van Beste Zangers. In augustus werd bekend dat het album op 22 september zal uitkomen.
Het grootste deel van het werk voor het album werd gedaan in Los Angeles. Twee van de nummers op het album, waaronder de titeltrack Skyboy, zijn geschreven door Laurence, Jordan Garfield en Wouter Hardy tijdens een schrijfsessie in een villa aan de Algarve. Overige schrijvers zijn Leroy Clampitt en Paul Phamous. De nummers zijn geproduceerd door Clampitt, Hardy en Phamous. Drie singles kwamen al voor de aanvankelijke releasedatum van 26 mei 2023 uit. In augustus verschenen de singles Anything en Rest in Peace.

## Tracklist[10]
| 1.                 | Life on the Moon | 2:56 |
| 2.                 | Electric Life    | 3:14 |
| 3.                 | Rest in Peace    | 2:55 |
| 4.                 | Skyboy           | 3:31 |
| 5.                 | I Want It All    | 3:12 |
| 6.                 | California Rose  | 3:08 |
| 7.                 | Lucid Dream      | 2:53 |
| 8.                 | Baby Blues       | 2:39 |
| 9.                 | Broken Parts     | 3:06 |
| 10.                | Anything         | 3:07 |
| 11.                | Biting My Tongue | 3:59 |
| Totale duur: 34:40 |                  |      |